# Колывань (Новосибирская область)
Колыва́нь — посёлок городского типа, административный центр Колыванского района Новосибирской области.
Население — 12289 чел. (2021).
Колывань расположена на реке Чаус (бассейн Оби), в 45 км к северо-западу от Новосибирска.

## Этимология
Название Колывань является весьма распространённым в России, в частности, этот топоним встречается в Западной Сибири довольно часто: Колыванка — бывший населённый пункт (Чаинский район), Колыванная тропинка и Колыванов спуск (Томский район), Колыванский ключ (Яшкинский район), Колыванский столб — место (Черепановский район). Существует объяснение топонима Колывань через тюркское колы — «город» и ван — «озеро» (О. Ф. Саблина) или через «кол Ивана» . По мнению В. А. Никонова, вероятным источником (первоначально, — для личного имени) может служить предложенное Яло Калимой литовское слово кaльвe — «кузница». Известный исследователь Алтая М.Ф. Розен (1902-1989) писал, что многие топонимисты до самого последнего времени считали, что имя Колывань являлось местным сибирским, дорусским, но сейчас не вызывает никакого сомнения, что это имя принесено в Сибирь русскими.  Самым  подробным образом происхождение топонима Колывань проанализировано в работах к.и.н. Лидии Грот, где  наиболее вероятным их истоком, как и других многочисленных топонимов с основой кол- , названо древнерусское солнцепоклонство, исходными носителями которого на севере Восточной Европы являлись древние русы. Наиболее же вероятное объяснение появления сибирской Колывани дает нам словарь В.И. Даля, где имеются слова калывань, КОЛЫВАНЬ, что означает 'пир, празднество': исторически на месте Колывани, рядом с  Чаусским острогом существовала Чаусская Слобода, известная своими пирами и празднествами представителей бугровщицкого промысла в Сибири, именно этим может быть обусловлено закрепившееся позже официально название поселения - Колывань.

## История

### Чаусский острог
В начале XVIII века русские начали освоение Барабинской степи - огромной плодородной равнины на территории современных Новосибирской и Омской областей. Естественно, толпы русских земледельцев в Барабинской степи вызывали законное раздражение казахов и енисейских киргизов, по праву считавших эту землю своей. Военное противостояние русских крестьян и местных кочевых племён становилось неминуемым и власти приняли адекватные и своевременные меры, выразившиеся в строительстве крепости, получившей звучное название Чаусского острога.
Чаусский острог был основан в 1713 году для обороны южных границ Российского государства в Западной Сибири от набегов кыргызов недалеко от нынешней Колывани на берегу реки Чаус в 6 верстах от её впадения в Обь.
Строительство острога началось 29 июня — 10 июля по новому стилю 1713 года и было закончено 4 (15) сентября того же года. В остроге размещались изба приказчика, судная изба, амбары. Первоначальное население острога составляли служивые люди отряда Дмитрия Лаврентьева.
Для своего времени Чаусский острог был первоклассной крепостью, но в реальных боевых действиях ему участвовать не довелось: один факт его существования навсегда отбил у степняков охоту нападать на русские поселения, да и граница сместилась далеко к югу. Уже в конце 1720х годов у стен острога крестьянами пришедшими с реки Ишим, была построена слобода. Поскольку ишимские крестьяне были зачинателями бугровщицкого промысла в Сибири, то неудивительно, что Чаусский острог стал их негласной столицей, где формировались бугровщицкие ватаги и куда они свозили добытые сокровища. Для них в Чаусской слободе была создана вся инфраструктура: ночлежки, загоны для скота и тайники для курганного золота, а также кабаки, где заключали сделки и потом бурно их обмывали. 
В 1719 году на территории острога была построена Ильинская деревянная церковь. В 1721 году в слободе, не считая гарнизона и 30 казаков, проживало, по данным Д. Г. Мессершмидта, около 150 человек. В 1737 году в остроге уже насчитывалось 120 беломестных казаков; в 1741 году слобода состояла из 18 дворов, а во всей Чаусской волости насчитывалось их уже 874. В 1747 году в самом Чаусском остроге проживало 311 разночинцев и 45 крестьян.
Согласно списку населённых пунктов Томской губернии 1859 года в городе Колывани наличествовала православная церковь, проживало 1367 душ мужского пола и 1393 души женского пола. В городе было 2 острога, почтовая станция, мельница и 8 кузниц. При этом отсутствовали учебные заведения.
Острог за всё время своего существования никогда не подвергался нападениям врагов, к тому же граница Российского государства вскоре значительно сместилась к югу, поэтому укрепления Чаусского острога не реконструировались. В связи с этим поселение утратило военные функции, но население в нём продолжало расти. Новый импульс развитию хозяйственной жизни поселения дал Сибирский тракт, который в конце XVIII века прошёл через острог. В поселении стала развиваться собственная торговля. Население, помимо традиционных сельскохозяйственных занятий, стало заниматься извозом, появились ремёсла, связанные с изготовлением предметов, необходимых для транспортных нужд.

### На рубеже XIX—XX веков
Поступательное развитие посёлка остановилось в самом начале XX века, что связано с сооружением железнодорожного моста через Обь примерно в 50 километрах южнее Колывани. Возле нового моста возник и начал стремительно развиваться Новониколаевск (ныне Новосибирск). Сибирский тракт потерял своё былое значение, а Колывань пришла в упадок.
Согласно легенде, когда в 1890-е годы выбирали маршрут Транссибирской магистрали и место для строительства железнодорожного моста через Обь, колыванские купцы предлагали Гарину-Михайловскому «мешок золота» за то, чтобы трасса прошла через их город. Подготовленный им вариант трассы спрямлял Транссибирскую магистраль примерно на 20 вёрст, но имел ряд существенных недостатков, которые признал и сам автор. (Основная статья: Строительство Транссибирской магистрали в обход Томска)
В конце XIX и в начале XX века были построены десятки каменных купеческих домов, которые несут историческую, культурную и архитектурную ценность по сей день.
В начале XX века в городе проживало 12 тысяч человек, функционировало 5 школ, 65 промышленных предприятий с 330 рабочими.
С марта 1915 по февраль 1917 года в Колывани отбывал ссылку будущий президент независимой Финляндии Пер Эвинд Свинхувуд.
Приостановка в развитии Колывани в конечном итоге отразилась на её статусе. В апреле 1917 года Колывань вошла во вновь образованный Новониколаевский уезд.

### После 1917 года

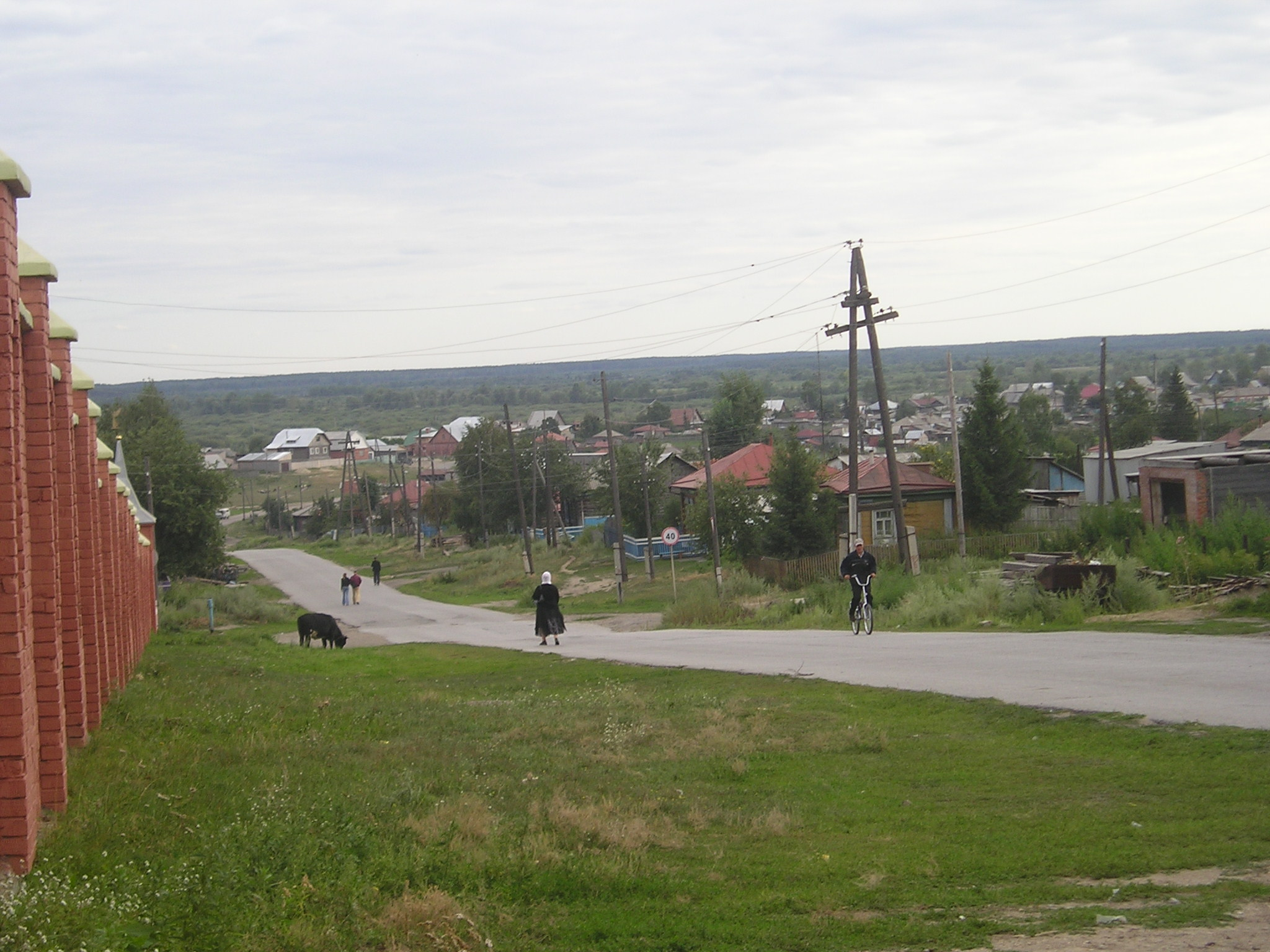
Колывань (Новосибирская область) в августе 2005 года

Дальнейшие изменения в жизни посёлка были связаны с драматическими постреволюционными событиями. Люди привыкли жить самостоятельно, имели относительно крепкие крестьянские хозяйства — все это составляло тот капитал, с которым город не хотел расставаться. Тем не менее инерция социальных преобразований первых лет революции оказалась достаточно сильной.
В декабре 1919 года в Колывани был организован ревком. Его представителем стал Андрей Предтеченский, а комиссаром — Василий Шубин. В мае 1920 года в Колывани прошли выборы в Советы.
6 июля 1920 года считается чёрной датой в истории Колывани. В тот день недовольство крестьянства, вызванное вводом продразвёрстки, вылилось в бунт против советской власти. Восстание в течение недели было подавлено, а со стороны большевиков последовало перераспределение собственности. За обоюдную жестокость в ходе столкновения, Колыванское восстание вошло в историю страны как «Сибирская Вандея».
Драматические постреволюционные события, разрушение основ городского самоуправления и хозяйственного уклада изменили существовавший в городе порядок. Прежние сложные городские взаимоотношения упростились до классового противостояния, многообразие занятий жителей сменилось ограниченным набором видов кустарного производства и крестьянского труда. Молодые жители в массовом порядке переезжали в Новосибирск. К 1922 году численность населения Колывани уменьшилась в 2 раза по сравнению с 1880 годом и составила 7386 человек.
В 1925 году Колывань переведена в разряд сельских поселений, в начале 1940-х годов Колывань представляла собой крупное старинное село с агроучастком и несколькими кустарными предприятиями. Развитие посёлка было осложнено удалённостью от сформировавшейся сети транзитных связей, отсутствием надёжного круглогодичного транспортного сообщения с новым быстрорастущим региональным центром Новосибирском.
После Великой Отечественной войны численность населения в Колывани стала расти, и в 1964 году она снова стала городским поселением, получив статус посёлка городского типа.

## Население
| 1959    | 1970    | 1979    | 1989    | 2002    | 2007    | 2009    | 2010    | 2012    | 2013    |
| ------- | ------- | ------- | ------- | ------- | ------- | ------- | ------- | ------- | ------- |
| 6775    | ↗8762   | ↗8992   | ↗10 589 | ↗10 947 | ↘10 584 | ↗10 711 | ↗11 842 | ↗11 999 | ↗12 140 |
| 2014    | 2015    | 2016    | 2017    | 2018    | 2019    | 2020    | 2021    |         |         |
| ↗12 305 | ↗12 460 | ↗12 513 | ↘12 429 | ↘12 371 | ↘12 285 | ↗12 289 | ↗12 585 |         |         |

По данным переписи населения в 2010 году в посёлке проживало 11 842 жителя, из них 5809 мужчин, 6033 женщины (96 мужчин на 100 женщин).
Оценка населения на 1 января 2012 года — 11 999 человек.

## Известные жители, уроженцы
Ольга Кирина (род. 1955), российский иконописец, в 1982 году переехала посёлок Колывань, где работала главным художником на фабрике художественных сувениров «Умелица», затем создала своё производство расписных изделий.
Баталов, Сергей Александрович (род 1961), российский писатель и журналист, собственный корреспондент. Переехал в Колывань в 1974г. Закончил здесь среднюю школу в 1978 г.

## Транспорт
Расстояние до ближайшей железнодорожной станции — 51 км. Существует автобусный маршрут — «Новосибирск — Колывань».

## Достопримечательности
- Покровский Александро-Невский монастырь. Находится в южной части города. На его территории церкви находится братская могила 22 работников и сторонников советской власти, ставших жертвами крестьянского восстания 6 июля 1920 года[11]
- Краеведческий музей
- Храм Александра Невского
- Памятник В. И. Ленину
- Дом купца Р. М. Минина
- Дом купца Н. Т. Орлова
- ДК «Юность»
- Памятник архитектуры регионального значения на углу улиц Карла Маркса и Московской.
- Памятник архитектуры регионального значения, архитектурный комплекс, включающий выполненные из дерева жилой дом и ворота, по адресу ул. Кирова, 118
- Парк Пичугина
- Центральная библиотека — памятник А. С. Пушкину
- Монумент Славы
- Собор во имя Святой Живоначальной Троицы

## СМИ
- Газета «Трудовая правда» (прежнее название — «Победа социализма») — печатное издание. Выходит с 1932 года[32].

## Связь
Сотовая связь в посёлке представлена операторами:
- МТС
- Мегафон
- Билайн
- TELE2
- YOTA

Услуги проводной телефонной связи предоставляет Новосибирский филиал ОАО «Ростелеком».

## Достопримечательности

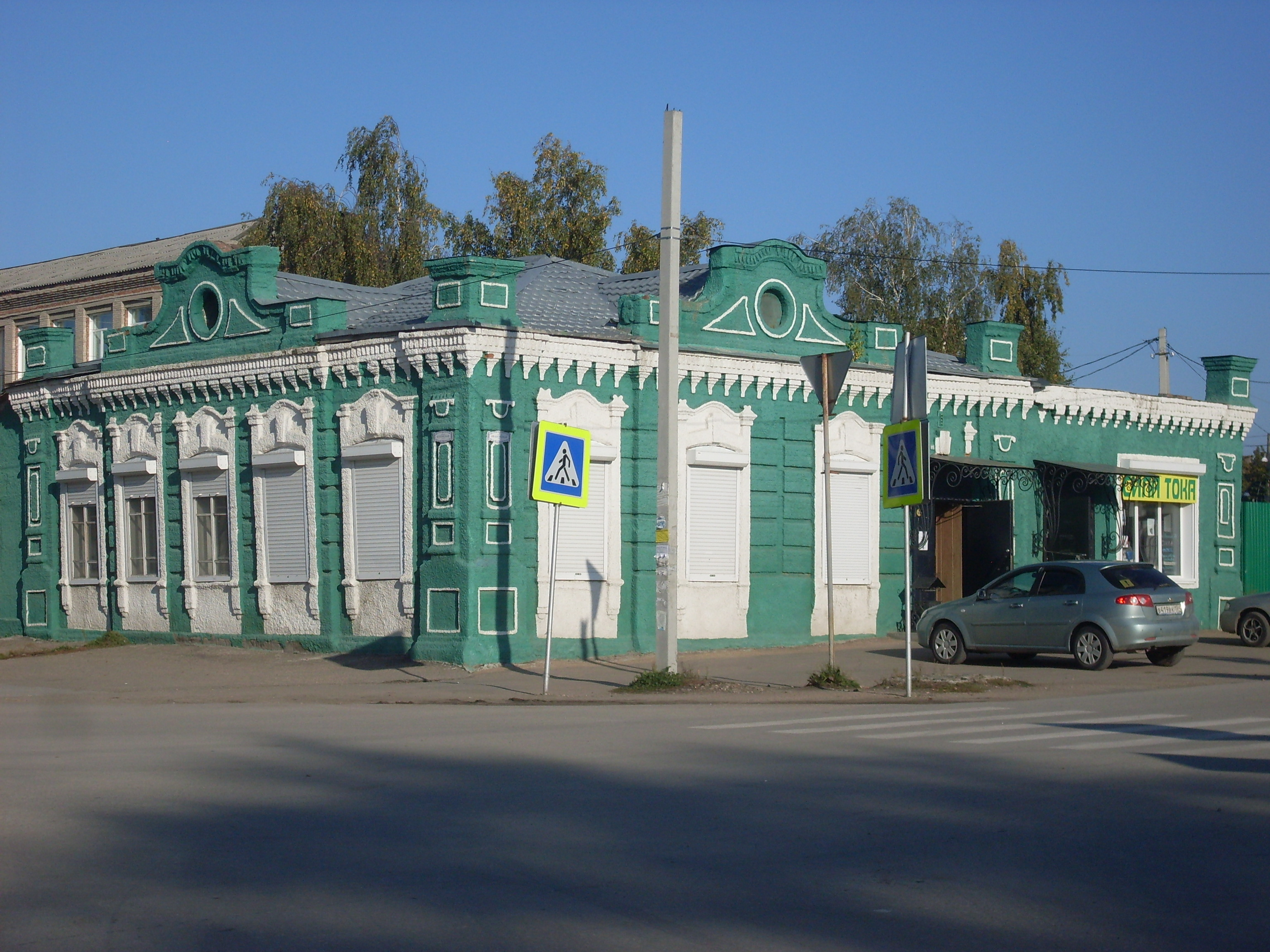
Дом Пехтерева (1897).
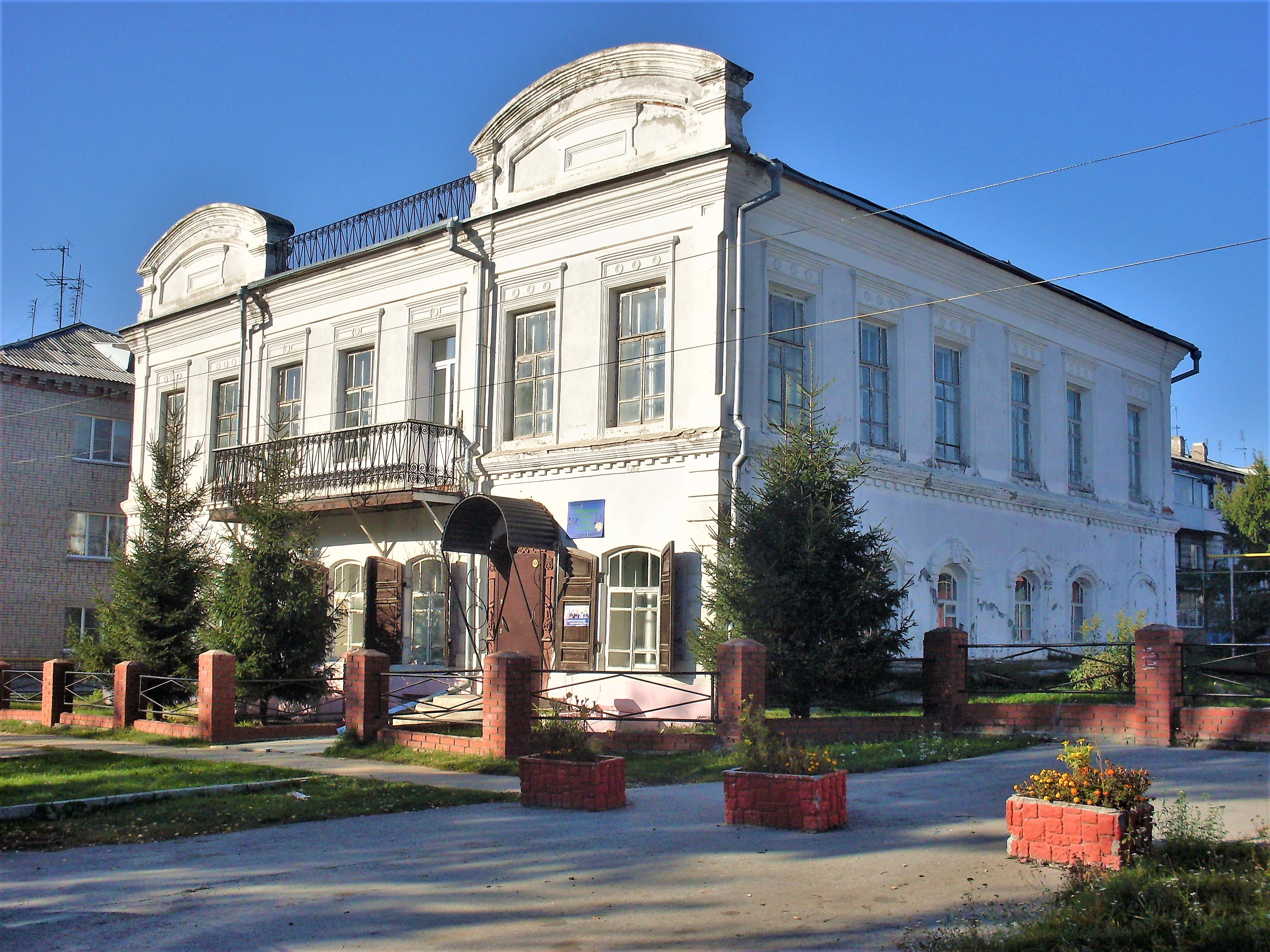
Дом Г. И. Пастухова и М. Д. Губина (1889).
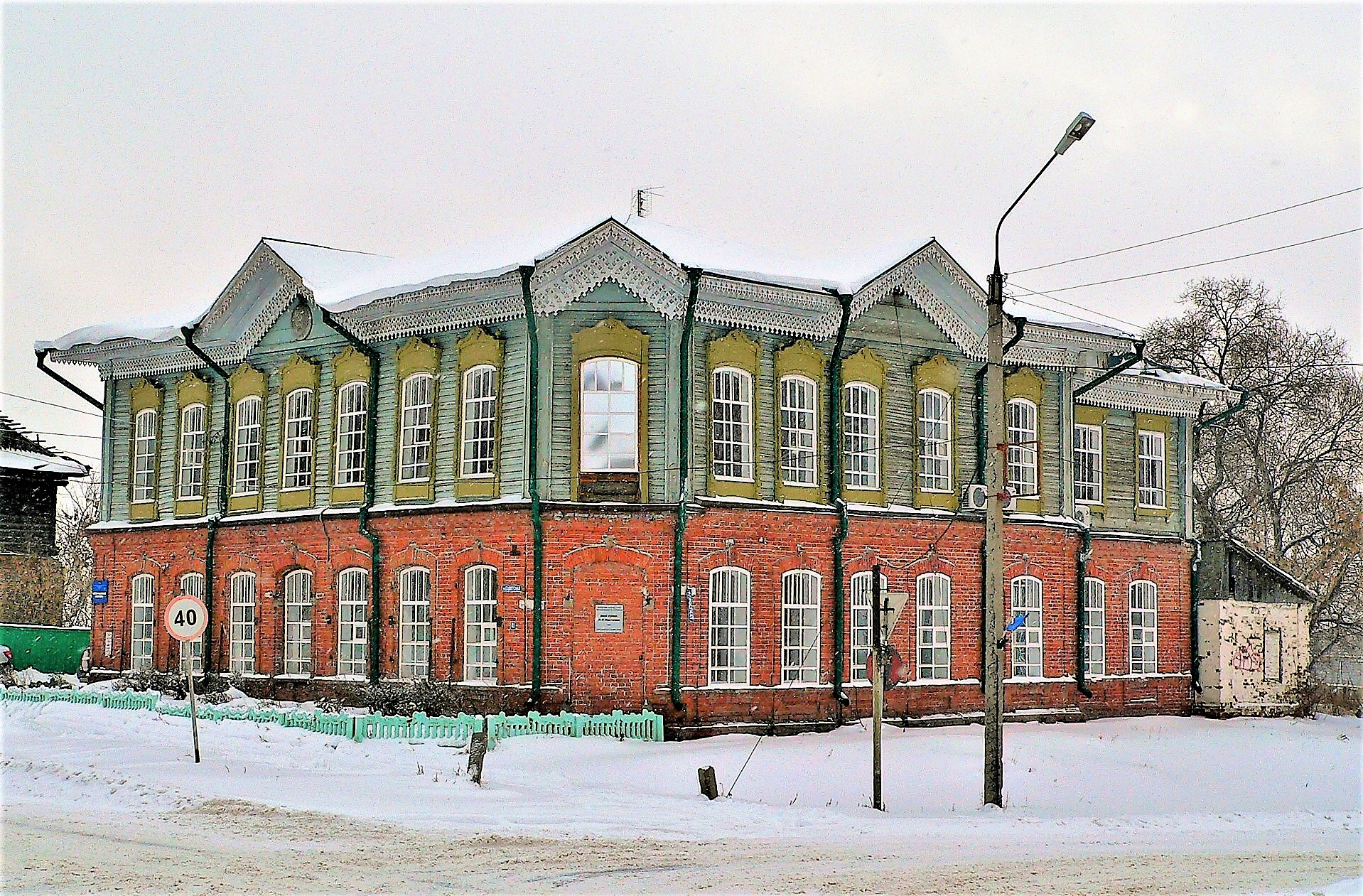
Дом Кроткова (кон. XIX — нач. XX века)
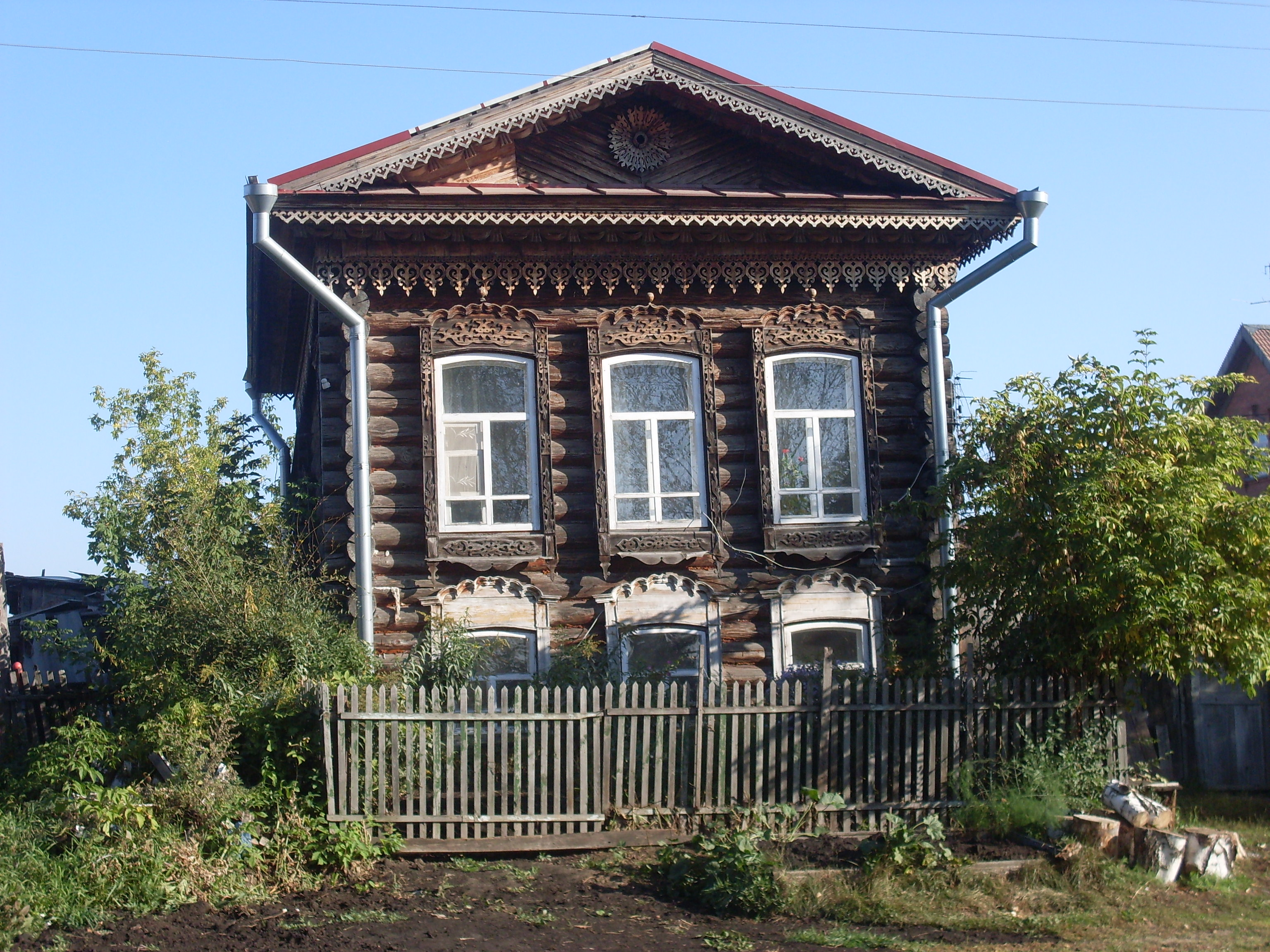
Дом (нач. XX века)
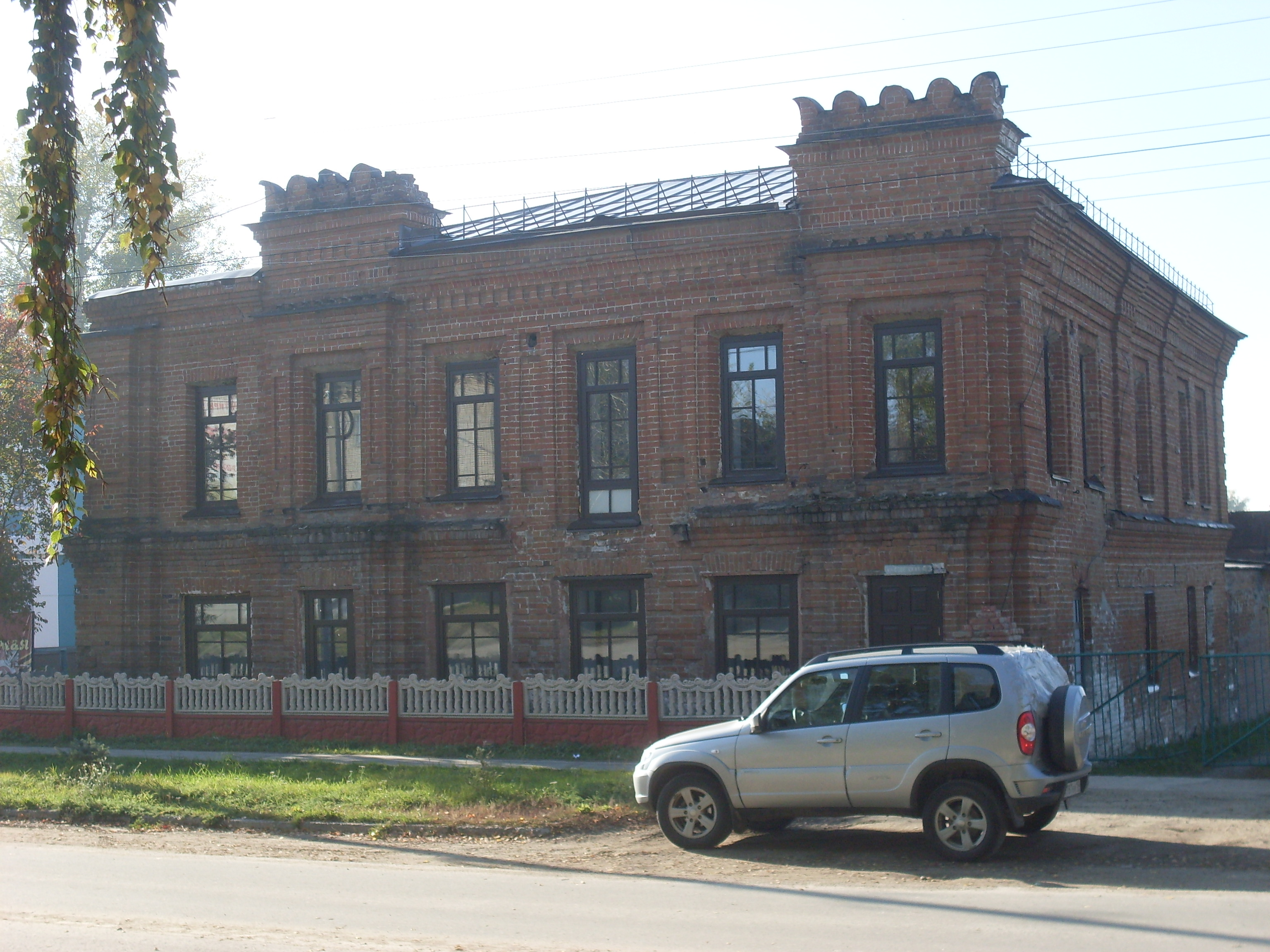
Дом купца Ф. К. Кривцова (1895)